# Tim Kircher
Tim Kircher (* 10. März 1999 in Rastatt) ist ein deutscher Fußballspieler, der beim TSV Steinbach Haiger unter Vertrag steht.

## Karriere
Kircher begann seine fußballerische Laufbahn nahe seiner Heimat beim SV Au am Rhein. 2008 wechselte er in die Jugend des Karlsruher SC. Nachdem er die Juniorenmannschaften des KSC durchlaufen und bereits 2 Spiele für die zweite Mannschaft in der fünftklassigen Oberliga Baden-Württemberg absolviert hatte, unterzeichnete er zur Saison 2018/19 einen bis 2020 datierte Profivertrag und gehörte fortan dem Profikader in der 3. Liga an. Bereits in der Vorsaison war er im Badischen Pokal im Halbfinale gegen den SV Waldhof Mannheim und beim Sieg im Finale gegen den 1. CfR Pforzheim für die erste Mannschaft zum Einsatz gekommen. Kircher absolvierte unter dem Cheftrainer Alois Schwartz 3 Drittligaspiele (einmal von Beginn) und stieg mit dem KSC in die 2. Bundesliga auf.
Zur Saison 2019/20 wurde der Verteidiger an den FC Carl Zeiss Jena ausgeliehen. Er absolvierte 26 Drittligaspiele (18-mal von Beginn), stieg mit dem Verein allerdings als Tabellenletzter in der Regionalliga Nordost ab.
Kircher verblieb allerdings in der 3. Liga und wechselte zur Saison 2020/21 zum Aufsteiger VfB Lübeck, bei dem er einen Einjahresvertrag unterschrieb. Unter dem Cheftrainer Rolf Martin Landerl konnte er sich nicht durchsetzen und kam nur auf 6 Einwechslungen. Der VfB Lübeck stieg wieder in die Regionalliga Nord ab, woraufhin Kircher den Verein mit seinem Vertragsende verließ.
Zur Saison 2021/22 schloss sich Kircher in der viertklassigen Regionalliga Südwest dem TSV Steinbach Haiger an, bei dem er einen Einjahresvertrag unterschrieb.

## Erfolge
- Aufstieg in die 2. Bundesliga: 2019